# أولها نيكولاينكو
أولها نيكولاينكو (بالأوكرانية: Ольга Ніколаєнко)‏ مواليد 5 أبريل 1983 في خيرسون، أوكرانيا، هي لاعبة كرة يد أوكرانية تلعب كظهير أيمن. مثلت منتخب أوكرانيا لكرة اليد للسيدات.

## سجل المنافسة
شاركت في البطولات التالية:
- بطولة أوروبا لكرة اليد للسيدات 2012
- بطولة أوروبا لكرة اليد للسيدات 2014